# Mycterus marmoratus
Mycterus marmoratus is een keversoort uit de familie Mycteridae. De wetenschappelijke naam van de soort is voor het eerst geldig gepubliceerd in 1993 door Pollock.